# Stenometohardya veriviva
Stenometohardya veriviva är en insektsart som beskrevs av Dlabola 1981. Stenometohardya veriviva ingår i släktet Stenometohardya och familjen dvärgstritar. Inga underarter finns listade i Catalogue of Life.